# Ана Полихронова
Ана Полихронова или Попполихронова е българска учителка и революционерка, деятелка на Вътрешната македоно-одринска революционна организация.

## Биография
Ана Полихронова е родена около 1882 година в свещеническо семейство в тракийския град Лозенград, тогава в Османската империя, днес Къркларели, Турция. В 1900 година завършва Солунската българска девическа гимназия с десетия випуск. Връща се в родния си град и става учителка. Същевременно е посветена в Революционната организация, знае шифъра и поддържа кореспонденция с Одринския революционен комитет. Къщата ѝ е седалище на революционния комитет. С назначаването на Крум Прокопов за учител в Лозенград Полихронова му предава ръководството и всички книжа. По-късно в 1909 - 1910 година започва да преподава в новооткритата прогимназия в село Ениджия.